# Union technique de l'électricité
L’Union technique de l'électricité (UTE) était l'organisme français de normalisation électrotechnique de 1907 à 2019. L'UTE a accompagné tout l'immense progrès apporté par la "fée électricité" et le développement des usages de l'électricité.
L'association conserve aujourd'hui l'aspect associatif et représentatif des acteurs de la filière électrotechnique française.

## Histoire de l’UTE
L’UTE  est une association loi de 1901 à but non lucratif. Cette association est composée de membres représentant l'ensemble des professionnels et utilisateurs de l'électricité.
Créée en 1907, l’UTE, originairement appelée « Union des syndicats de l'électricité (USE) », est issue de la volonté du « Syndicat professionnel des industries électriques » et du « Syndicat professionnel des usines d'électricité » de créer une fédération afin d'étudier en commun les questions relatives au développement des industries qu'ils représentent. 

## Domaines d'activité
Au 1er janvier 2014, les activités opérationnelles de normalisation de l'UTE ont été transférées à l'AFNOR. 
L’UTE était en effet jusqu'en 2014 le bureau de normalisation de l'électricité, comprenant les domaines suivants : 
1. l'électronique
2. l'électrotechnique
3. l'automatique
4. la communication (téléphonie, réseaux informatiques, domotique…)

Cette activité a été transférée au département DELEC de l'AFNOR en 2014.

### Au niveau européen et mondial
En juin 2019, les activités stratégiques de normalisation du Comité électrotechnique français (CEF) ont été transférées pareillement à l'AFNOR.
L’UTE était le Comité électrotechnique français (CEF), c'est-à-dire le représentant de la France au sein des organismes européen et international de normalisation électrique. Ce rôle a été transféré au CCEF, Comité du CEF, au sein de l'AFNOR en 2019. Par conséquent, cette dernière a hérité du siège de l’UTE auprès de la Commission électrotechnique internationale (CEI) et du Comité européen de normalisation électrotechnique (CENELEC).

## Quelques normes électrotechniques françaises
1. La NF C 18-510 « Opérations sur les ouvrages et installations électriques et dans un environnement électrique - Prévention du risque électrique »
2. La NF C 15-100 « Installations électriques à basse tension »
3. Le FD C 16-600 « État des installations électriques des immeubles à usage d'habitation ».